# Ma Yuqin
Ma Yuqin (11 september 1972) is een Chinese sprintster, die is gespecialiseerd in de 400 m. Ze had van 1993 tot en met 2018 het Aziatische record in handen met 49,81 s. Met deze tijd voerde ze in 1993 de wereldjaarranglijst aan met slechts 0,01 s voorsprong op de Amerikaanse sprintster Jearl Miles.

## Loopbaan
Haar eerste succes behaalde Ma Yuqin in 1990 door goud te winnen op de 400 m bij de Aziatische juniorenkampioenschappen. In 1993 won ze de Chinese Spelen in Peking met een Aziatisch record van 49,81 en de Aziatische kampioenschappen in 51,23. Het jaar erop won ze de 400 m op de Aziatische Spelen in de Japanse stad Hiroshima.
In 1995 behaalde ze op de wereldindoorkampioenschappen in Barcelona met haar teamgenotes Lu Xifang, Cao Chunying en Zhang Hengyun een vijfde plaats op de 4 x 400 m estafette.

## Titels
- Aziatische Spelen kampioene 400 m - 1994
- Aziatisch kampioene 400 m - 1993
- Chinese Spelen kampioene 400 m - 1993
- Chinees kampioene 400 m - 1993, 1994
- Aziatische juniorenkampioene 400 m - 1990
- Aziatische juniorenkampioene 4 x 400 m - 1990

## Persoonlijke records
| Onderdeel | Prestatie           | Datum             | Plaats |
| --------- | ------------------- | ----------------- | ------ |
| 200 m     | 22,95 s (+1,5 m/s)  | 12 september 1993 | Peking |
| 400 m     | 49,81 s (ex-AR, NR) | 11 september 1993 | Peking |

## Palmares

### 400 m
- 1990:  Aziatische jeugdkamp. - 53,38 s
- 1993:  Chinese Spelen - 49,81 s
- 1993:  Aziatische kamp. - 51,23 s
- 1994:  Aziatische Spelen - 51,17 s

### 4 x 400 m
- 1990:  Aziatische jeugdkamp. - 3.46,11
- 1992: 4e Wereldbeker in Havana - 3.41,94
- 1993:  Chinese Spelen - 3.24,28
- 1994:  Aziatische Spelen - 3.29,11
- 1995: 5e WK indoor - 3.39,76